# Pont Alameda
Le pont Alameda, pont de Calatrava ou pont de l'Exposition (Pont de l'Exposició en catalan), traverse le jardin de Turia entre les boulevards du passage de la Citadelle et du passage de l'Albereda dans la ville de Valence. Le pont est l'œuvre de l'architecte valencien Santiago Calatrava Valls. Le nouveau pont a été inauguré en 1995.
Le Pont de l'Exposition est né en 1909 à l'occasion de la célébration de l'Exposition Régionale Valencienne de 1909, plus précisément il a été inauguré le 22 mai 1909 et tire son nom de l'Exposition susmentionnée. C'était un pont en béton armé (le premier de ceux construit avec ce matériau dans la ville), mais il a été détruit le 14 octobre 1957 lors de l'inondation de la Turia cette année-là. Il était l'œuvre de l'ingénieur José Aubán et était décoré d'éléments art-déco. À sa place, un autre pont a été construit, ou plutôt une passerelle qui, entre 1991 et 1995 a été remplacée par le pont actuel, œuvre de Santiago Calatrava Valls et que certains appellent Le Peigne (La Peineta).
C'est un travail réalisé par l'architecte de Benimàmet Santiago Calatrava Valls. À sa base se trouve l'une des stations de métro construites en même temps que le pont par le même architecte, qui a forcé le pont à être construit quelques mètres au-delà de son emplacement définitif et une fois les deux éléments (pont et gare) construits, celui-ci a été déplacé dans son intégralité sur le site qu'il occupe aujourd'hui.
Le pont est construit en acier, peint en blanc, a une seule travée et une grande poutre légèrement arquée qui s'étend d'une partie à l'autre du canal supporte le poids du pont. Il a une longueur de 131 mètres et une largeur de 26 mètres.
Un arc incliné de 14 mètres de haut et avec une inclinaison de 70 degrés sur le terme horizontal, contribue à donner de la stabilité au pont, cet arc est celui populairement connu sous le nom de peigne. Sous cet arc très moderniste se trouve l'un des deux larges chemins piétonniers que possède le pont.